# Endama
Endama est une localité de la région du Centre au Cameroun, localisée dans la commune d'Elig-Mfomo et le département de la Lekié.

## Population
En 1964, Endama comptait 655 habitants, principalement des Eton.
Lors du recensement de 2005, ce nombre s'élevait à 1 124 pour Endama I et 250 pour Endama II.

## Personnalités nées à Endama
- Marcien Towa (1931-2014), philosophe
- Nathalie Koah (1987), écrivaine, influenceuse